# Edelmetallprüfer
Der Edelmetallprüfer ist in Deutschland ein staatlich anerkannter Ausbildungsberuf nach Berufsbildungsgesetz (BBiG). 

## Ausbildungsdauer und Struktur
Die Ausbildungsdauer zum Edelmetallprüfer beträgt in der Regel drei Jahre. Die Ausbildung erfolgt an den Lernorten Betrieb und Berufsschule.
Der Beruf existiert bereits vor dem Inkrafttreten des Berufbildungsgesetzes. Er wurde im Jahr 1937 anerkannt. Diese Berufe gelten nach § 108 Abs. 1 BBiG als Ausbildungsberufe im Sinne des § 25 BBiG, bis eine reguläre Ausbildungsordnung geschaffen wird.

## Arbeitsgebiet
Edelmetallprüfer untersuchen Legierungen, Lösungen und Aschen nach Edelmetallen. Sie bestimmen den Reinheitsgrad von Gold, Silber und Platin. Diese Arbeit ist in Materialprüfungsinstituten von Bedeutung, ebenso in Unternehmen der Edelmetallerzeugung und Scheideanstalten. Sie können aber auch in der Qualitätskontrolle bei Schmuckwarenherstellern beschäftigt sein.

## Berufsschule
In Deutschland existiert für diesen Beruf eine Berufsschule, die Goldschmiedeschule mit Uhrmacherschule Pforzheim. Für diesen Beruf existiert kein Rahmenlehrplan. Die Inhalte, die in der Berufsschule vermittelt werden, müssen daher mit den ausbildenden Betrieben abgestimmt werden.

## Entwicklung
Die Ausbildungsvorschriften für den Beruf aus dem Jahr 1937 sind veraltet. Es fehlt eine Ausbildungsordnung mit detaillierten Inhalten sowie modernen Prüfungsanforderungen. Das Bundesinstitut für Berufsbildung hat daher im Jahr 2008 und 2009 diesen und weitere Berufe vor dem Inkrafttreten des Berufsbildungsgesetzes untersucht.
Das BiBB kommt in seiner Untersuchung zu dem Schluss, dass der Edelmetallprüfer neu geordnet und in eine Berufsfamilie der Laborberufe Chemie, Biologie und Lack integriert werden könnte. Denkbar wäre auch, dass der Beruf aufgehoben wird, da der Bedarf an Edelmetallprüfern auch künftig nicht steigen wird. Hinzu kommt, dass dieser Beruf nur im Raum Pforzheim nachgefragt wird. Das BiBB kann sich daher auch vorstellen, eine Weiterbildungsregelung oder Zusatzqualifikation mit aktualisierten Inhalten des Edelmetallprüfers zu erstellen. Diese sollten dann an bestehende Ausbildungsberufe wie den Chemielaboranten, Physiklaboranten oder Werkstoffprüfer angepasst werden.